# Deathstars
Deathstars — шведская индастриал-метал-группа, основанная в январе 2000 года. Группа не придерживается каких-либо жанровых рамок и играет в своем стиле, называемом deathglam. Группа известна своими мрачными текстами на тему страха, смерти, пессимистичными и мизантропическими социальными комментариями, характерным гримом, темной сценической униформой. Музыкальный стиль коллектива представляет необычную смесь темного рока и индастриал-метала, которая в сочетании с ярким имиджем открыла для них дорогу сначала на крупный лейбл LED, а затем и на один из авторитетнейших метал-лейблов Nuclear Blast. Группа была создана бывшими участниками Swordmaster, Dissection и Ophthalamia.

О музыкальном жанре группы вокалист Андреас Берг говорит следующее:
«Мы делаем своё дело, и не важно, актуально это или нет. Мы свободны от ярлыков — и именно поэтому наш стиль так сложно классифицировать.»

## История
Образование, Synthetic Generation (2000–2003)
Участники-основатели группы знали друг друга с детства, так как выросли в Стремстаде. Участники группы считают Deathstars измененной версией основанной в 1993 году блэк-метал группы Swordmaster, в состав которой входили вокалист и автор текстов Андреас Берг («Whiplasher Bernadotte») и гитарист Эмиль Нёдтвейдт («Nightmare Industries»), в Deathstars к ним присоединились бывший барабанщик Dissection Оле Оман («Bone W.a Machine») и гитарист — Эрик Хальворсен («Beast X Electric»). Для альбома Synthetic Generation они радикально сменили имидж и музыкальное направление.
Первый альбом Synthetic Generation был записан весной 2002 года, тогда же его выпустили на LED Recording в Швеции. Группа с 2000 года контактировала с людьми из LED Recording — когда им дали послушать демо Deathstars, они пришли в восторг, был записан альбом и отснято два видеоклипа на синглы Synthetic Generation и Syndrome. Мировой релиз состоялся 10 ноября 2003 года.
Видеоклипы группы вошли не только на двойной DVD сборник Monsters Of Metal, но и получили ротацию на немецком канале Viva Plus TV. Synthetic Generation был записан в Fredman Studios (HammerFall, In Flames, Dimmu Borgir, The Haunted, At The Gates, Soilwork) под присмотром Андерса Фридена (участник In Flames), смикширован Штефаном Глауманом (Rammstein, Clawfinger, Def Leppard), продюсированием занимался Эмиль Нёдтвейдт. На альбоме — 2 бонус-трека, включая композицию «White Wedding», кавер Билли Айдола. В поддержку Synthetic Generation группа отыграла более 20 концертов. Осенью 2003 года прошло турне с Paradise Lost (Германия, Швейцария, Италия, Франция, Испания, Бельгия, Великобритания). Альбом также выпущен в Южной и Северной Америке и в России.
В октябре 2003 года для организации полноценных концертов в поддержку альбома был взят новый бас-гитарист — Юнас Кангур (Skinny Disco), в начале 2004 года он стал полноправным участником коллектива. Летом того же года группа выступила на фестивале Wave Gothic Treffen (Лейпциг, Германия), а в сентябре — на Stockholm Pride. Одна из композиций с Synthetic Generation вошла в саундтрек фильма «Один в темноте» с участием Кристиана Слейтера.
Termination Bliss (2004–2006)
Deathstars в начале 2005 года начали запись нового альбома Termination Bliss в собственной студии Нёдтвейдта и Кангура Black Syndicate Studios, в которой был записан не только Termination Bliss, но и «камбэк» Dissection — первый за 10 лет альбом. Смикшировал альбом вновь Штефан Глауман. Нёдтвейдт исполнил на записи все гитарные партии, а для туров был приглашён сессионный музыкант Эрик Бекман (Cat Casino), который затем стал постоянным участником группы. В августе 2005 года из группы ушёл Хальворсен. 
Релиз альбома состоялся 27 января 2006 года, альбом содержит два бонус-трека: ремикс от Mortiis «Blitzkrieg (Driven On Mix)» и фортепианную версию заглавной композиции. На композиции Blitzkrieg Boom, Cyanide и Virtue to Vice были сняты музыкальные клипы. Партии женского бэк-вокала принадлежат оперной шведской певице Энн Экберг.  
Night Electric Night (2007–2012)
В сентябре 2007 года на сайте Deathstars было объявлено, что они откроют концерты для Korn во время своего европейского тура в январе и феврале 2008 года. Deathstars выступили хедлайнерами нескольких собственных концертов в промежутках между выступлениями с Korn. Позже было объявлено, что Bone W. Machine не примет участия в предстоящем европейском турне с Korn по личным причинам. Берг объяснил это тем фактом, что барабанщик "должен был заботиться о своей семье дома". Его коллега швед Адриан Эрландссон, который также играл на барабанах в Cradle of Filth, исполнил обязанности барабанщика в туре. 
Для следующего студийного альбома продюсер и гитарист Deathstars Nightmare Industries написал песню "Via the End", когда узнал о самоубийстве своего брата Юна Недтвейдта (Dissection). Об альбоме фронтмен Whiplasher сказал: "Я очень доволен тем, как песни иллюстрируют нашу жизнь, потому что это то, о чем идет речь – наши повседневные ситуации и вечные звуки развратного города. Я просто хотел объединить серьезные личные проблемы, разрушительную городскую ночь, обнаженные тела и мрачное присутствие России. Это абсолютный Форт-Нокс современного дарк-рока".
29 октября 2007 года Deathstars вошли в студию звукозаписи Metrosonic в Нью-Йорке, чтобы начать запись своего третьего студийного альбома. Сведение было назначено на январь 2008 года, а релиз альбома запланирован на весну 2008 года. В интервью в январе 2008 года Берг сообщил, что третий студийный альбом Deathstars будет называться Deathglam. Однако, после того, как Metallica выпустили Death Magnetic, они вскоре сменили название нового альбома на Night Electric Night и в шутку заявили, что сами Deathstars вдохновили фирменный шрифт и название трека «Cyanide» на альбоме Metallica. Позже Whiplasher сообщил (также в шутку), что новый альбом теперь будет называться Master of Muppets (игра слов на знаменитом альбоме Metallica Master of Puppets).
Кроме того, в мае 2008 года Nuclear Blast выпустили окончательное издание второго альбома группы Termination Bliss под названием Termination Bliss Extended, содержащее CD и DVD. Он содержит один бонус-трек «Termination Bliss» (фортепианная версия), но не включает «Blitzkrieg» (Driven On Version). Специальный DVD включает в себя все музыкальные клипы и специальное «создание» из них. Они также выпустили один DVD под названием «Termination Bliss EXTENSION».
30 января 2009 года вышел третий студийный альбом Night Electric Night, на сингл Death Dies Hard был представлен клип. Позже группа переиздаст альбом в новых издания: Gold - содержащем CD и DVD с клипами и Platinum - содержащим два CD, второй диск будет содержать ремиксы и две неизданные песни.
24 октября 2011 года на своей официальной странице в Facebook Deathstars объявили Оскара Леандера, он же Vice, своим новым барабанщиком после ухода Bone W. Machine. 
4 ноября 2011 года был выпущен сборник The Greatest Hits on Earth с лучшими композициями группы. Альбом был выпущен в честь того, что они были выбраны в качестве группы поддержки Rammstein для их тура Made in Germany. Сборник содержит два новых трека: Metal, который сопровождался музыкальным видео, и Death Is Wasted On The Dead. 6 ноября стартовал тур Rammstein Made in Germany 1995—2011, отыграв с немцами первую часть их тура, Deathstars с радостью продолжили гастроли во второй части тура в 2012 году.
The Perfect Cult (2013–2015)
Группа объявила на своем официальном сайте, что запись следующего альбома начнется в июле 2013 года. В этом году Deathstars покинул Эрик Бекман, который хотел "сосредоточиться на других вещах в жизни, кроме смерти". Группа заявила, что они продолжат работать вчетвером, и Skinny Disco заявили, что не будут искать замену, потому что "трудно заменить Cat на личном уровне", но они также остаются близкими друзьями.
В июне 2014 года Deathstars выпустили четвертый студийный альбом The Perfect Cult, на сингл All The Devil’s Toys был снят клип.
В 2015 году, отыграв на европейских фестивалях и проведя тур по Северной Америке, группа объявила, что сделает перерыв своей деятельности на неопределенный срок, но собирается вернуться с новым материалом.
2017- настоящее время
В 2017-м Deathstars планировали концерты в Мексике, но они все были отменены.
В мае 2017 года становится известно, что из группы уходит Оскар Леандер.
Команда не дает никаких анонсов и новостей длительное время, но в июле 2018 года в своем Инстаграм-аккаунте Эмиль Нёдтвейдт опубликовал фото, сделанные в студии звукозаписи.
27 мая 2019 года Deathstars делятся планами и новостями на своей официальной странице в Инстаграм, сообщается о записи нового альбома. 
В группу возвращается гитарист Эрик Бекман и присоединяется новый драммер Маркус Юханссон.
Летом 2019 Deathstars выступили на крупнейших европейских фестивалях, в том числе Graspop Metal Meeting, Wacken Open Air, M'era Luna Festival.
На 2020 год был запланирован большой европейский тур, но в связи с карантинными ограничениями неоднократно переносился и в настоящий момент его проведение ожидается на конец 2022 - начало 2023 гг. В ноябре 2022 тур был полностью отменен.
4 августа 2022 группа появилась на фестивале Sabaton Open Air.
25 января 2023 вышел первый сингл «This Is» с нового альбома «Everything Destroys You», релиз которого запланирован на 5 мая. Также на youtube-канале лейбла Nuclear Blast Records, на котором выйдет альбом, опубликован клип на песню «This Is».
28 февраля 2023 выходит второй сингл «Midnight Party» с предстоящего альбома «Everything Destroys You».
28 марта 2023 выходит лирик-видео на песню Angel of fortune and crime.
18 апреля группа анонсирует большой европейский тур "Everything destroys Europe tour 2023" в поддержку нового альбома, который состоится осенью-зимой.
21 апреля Deathstars выступают на фестивале Dark Malta как один из хэдлайнеров.
5 мая 2023 выходит пятый студийный альбом. В соц. сетях группа так прокомментировала выход долгожданной пластинки: " Это фантастика - иметь возможность представить новый альбом после такого долгого ожидания, в том числе и для нас, как для группы. Он был написан в течение большого промежутка времени, не в последнюю очередь из-за пандемии, так что это более разнообразный альбом - все от темных медленных напыщенных  песен до более прямолинейных, более исходящих энергией мрачных мелодий. Everything destroys you - это то, в чем суть Deathstars".
8 мая 2023 анонсируется латиноамериканская часть тура в поддержку альбома Everything destroys you, которая состоится в октябре 2023 года.
11 мая 2023 выходит клип на песню Everything destroys you.
7 июня 2023 группа выступила на фестивале Sweden rock festival.
18 июня 2023 Deathstars отыграли на фестивале Graspop metal meeting в Бельгии.
В августе 2024 группа выступает на фестивале Brutal Assault в Чехии и на Mera Luna в Германии. 

## Участники

### Текущие участники

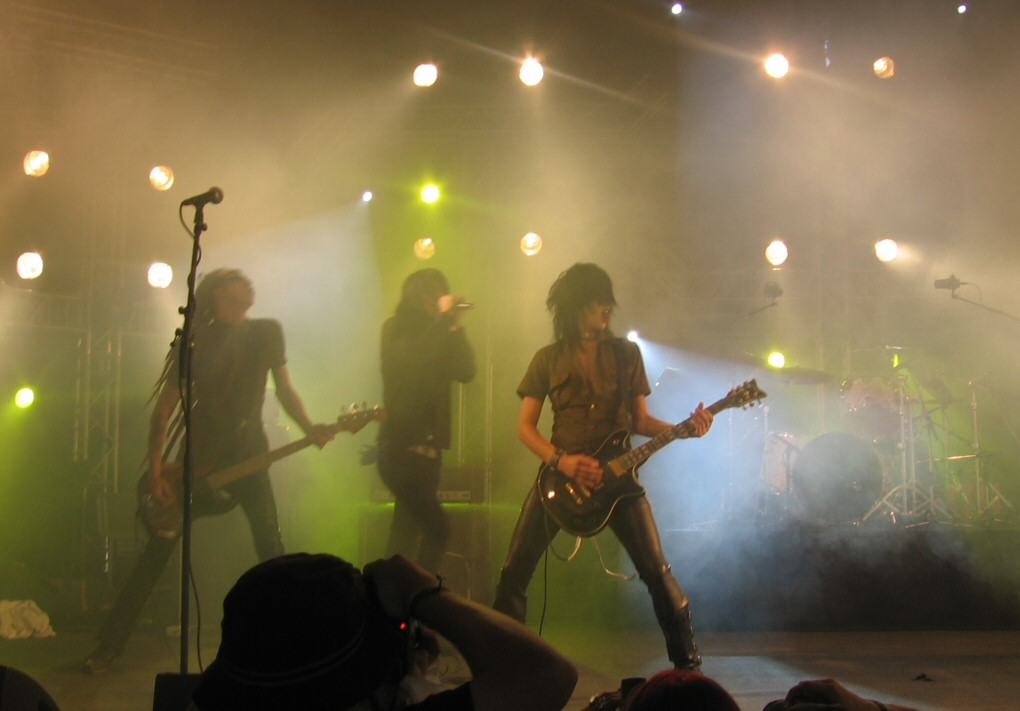
Концерт Deathstars в 2006 году

- Андреас Берг (Whiplasher Bernadotte) — вокал
- Эмиль Нёдтвейдт (Nightmare Industries) — гитара и клавишные
- Юнас Кангур (Skinny Disco) — бас-гитара и бэк-вокал
- Эрик Бекман (Cat Casino) — гитара
- Маркус Юханссон — ударные

### Приглашённые участники
- Анна Экберг — женский бэк-вокал на альбоме Termination Bliss
- Юханна Бекстрём — женский бэк-вокал в некоторых композициях
- Оскар Леандер — ударные, тур 2008 года
- Адриан Эрландссон — ударные, тур 2008 года
- Сноуи Шоу — ударные, тур 2008 года

### Бывшие участники
- Эрик Хальворсен (Beast X Electric) — гитара
- Уле Эман (Bone W Machine) — ударные
- Оскар Леандер (Vice) — ударные

## Дискография

### Альбомы
- 2002 — Synthetic Generation (выход в Европе: 2003; в Северной и Южной Америке: 2004)
- 2006 — Termination Bliss
- 2009 — Night Electric Night
- 2014 — The Perfect Cult
- 2023 — Everything Destroys You

### Сборники
- 2010 — Decade of Debauchery
- 2011 — The Greatest Hits on Earth

### Синглы
- 2001 — Synthetic Generation ( клип)
- 2002 — Syndrome ( клип)
- 2005 — Cyanide ( клип)
- 2006 — Blitzkrieg ( клип)
- 2007 — Virtue to Vice ( клип)
- 2008 — Death Dies Hard ( клип)
- 2009 — Mark of the Gun
- 2011 — Metal ( клип)
- 2014 — All The Devil’s Toys ( клип)
- 2014 — Explode ( клип)
- 2023 — This is ( клип)
- 2023 — Midnight Party ( клип)
- 2023 — Angel Of Fortune And Crime ( клип)
- 2023 — Everything Destroys You ( клип)